# West Marsh
West Marsh – dzielnica miasta Grimsby, w Anglii, w Lincolnshire, w dystrykcie (unitary authority) North East Lincolnshire. W 2011 roku dzielnica liczyła 7754 mieszkańców.